# Melanagromyza trispinosa
Melanagromyza trispinosa är en tvåvingeart som beskrevs av Spencer 1981. Melanagromyza trispinosa ingår i släktet Melanagromyza och familjen minerarflugor.
Artens utbredningsområde är Kalifornien. Inga underarter finns listade i Catalogue of Life.